# Îles Vierges britanniques aux Jeux olympiques d'hiver de 2014
Les Îles Vierges britanniques participent aux Jeux olympiques d'hiver de 2014 à Sotchi en Russie du 7 au 23 février 2014. Il s'agit de leur deuxième participation à des Jeux d'hiver,.

## Ski acrobatique
| Athlète          | Épreuves         | Qualification | Qualification | Qualification | Qualification | Finale   | Finale   | Finale   | Finale |
| Athlète          | Épreuves         | Course 1      | Course 2      | Meilleur      | Rang          | Course 1 | Course 2 | Meilleur | Rang   |
| ---------------- | ---------------- | ------------- | ------------- | ------------- | ------------- | -------- | -------- | -------- | ------ |
| Peter Crook (en) | Half-pipe hommes | 24,40         | 25,20         | 25,20         | 27e (éliminé) | -        | -        | -        | -      |